# Třída La Fayette
Třída La Fayette je třída fregat francouzského námořnictva. Skládá se z pěti jednotek – Fayette, Surcouf, Courbet, Aconit a Guépratte. Další fregaty tohoto typu doposud zakoupily ještě Čínská republika, Singapur a Saúdská Arábie. Námořnictvo Čínské republiky vlastní šest lodí třídy Kchang-ting, singapurské námořnictvo získalo šest lodí třídy Formidable a konečně saúdské královské námořnictvo zakoupilo tři fregaty třídy Al Riyadh. Celkem tak bylo postaveno 20 fregat této třídy.

## Stavba
Pro Francii tyto fregaty postavila loděnice DCN v Lorientu. Tři jednotky byly objednány v roce 1988 a další dvě v roce 1992. Všech pět kusů bylo dodáno mezi lety 1996-2001.
Jednotky třídy La Fayette:
| Jméno             | Založení kýlu     | Spuštěna         | Vstup do služby | Status                                    |
| ----------------- | ----------------- | ---------------- | --------------- | ----------------------------------------- |
| La Fayette (F710) | 15. prosince 1990 | 13. června 1992  | 22. března 1996 | Roku 2022 dokončena modernizace. Aktivní. |
| Surcouf (F711)    | 6. července 1992  | 3. července 1993 | 7. února 1997   | Aktivní.                                  |
| Courbet (F712)    | 15. září 1993     | 12. března 1994  | 1. dubna 1997   | Roku 2021 dokončena modernizace. Aktivní. |
| Aconit (F713)     | 5. srpna 1996     | 8. června 1997   | 3. června 1999  | Roku 2024 dokončena modernizace. Aktivní. |
| Guepratte (F714)  | 1. října 1998     | 3. března 1999   | 27. října 2001  | Aktivní.                                  |

## Konstrukce

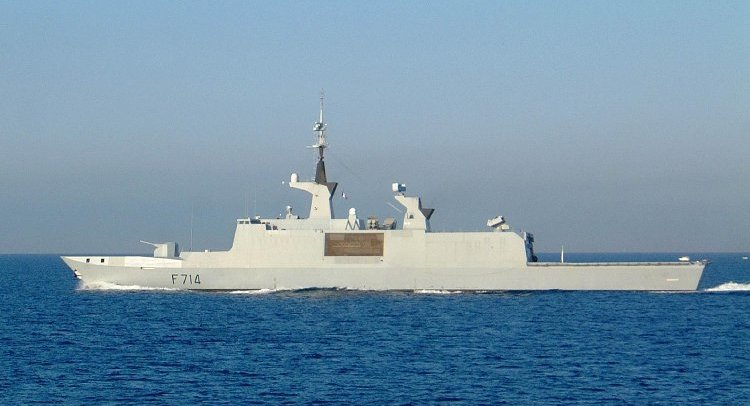
Boční silueta lodi

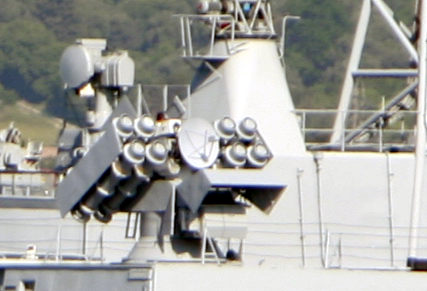
Střely Crotale

V konstrukci fregat jsou využity stealth technologie, ať už v celkovém řešení tvaru trupu či použití barev pohlcujících radarové vlny. Jsou vybaveny bojovým řídícím systémem Thales TAVITAC. V dělové věži na přídi je umístěn 100mm kanón Creusot-Loire. Lehkou hlavňovou výzbroj tvoří dva 20mm kanóny GIAT 20F2. Protilodní výzbroj představují dva čtyřnásobné kontejnery protilodních střel MM40 Exocet. K boji proti vzdušným cílům mají systém Crotale CN2, umístěný na střeše hangáru. Lodě nesou zásobu 24 střel a dosahem 13 km. V budoucnu se předpokládá přechod na modernější střely Aster 15. Na zádi je přistávací plošina a hangár pro jeden střední vrtulník Eurocopter AS565 Panther či NHIndustries NH90.
Pohonný systém je typu CODAD. Lodě mají čtyři diesely SEMT-Pielstick 12PA6V-280STC, každý o výkonu 5250 hp, pohánějící dva lodní šrouby se stavitelnými lopatkami. Manévrovací schopnosti zlepšuje příďové dokormidlovací zařízení. Maximální rychlost je 25 uzlů. Dosah činí 9000 námořních mil při rychlosti 12 uzlů. Autonomie je 50 dnů.

### Modernizace
Roku 2017 loděnice DCNS (později Naval Group) získala zakázku na modernizaci tří fregat této třídy (La Fayette, Courbet a Aconit). Modernizace proběhla v letech 2020–2024. Cílem bylo prodloužit provozuschopnost fregat přes rok 2030 a tím kompenzovat zdržení v programu stavby nových fregat třídy Amiral Ronarc'h. Generálkou a vylepšením prošla jak samotná plavidla, tak jejich vybavení a výzbroj. Mimo jiné byl modernizován pohonný systém, elektronika a instalován nový bojový řídící systém SENIT FLF, upravená verze systému používaného na letadlové lodi Charles de Gaulle. Raketový komplet Crotale nahradily dva šestinásobné protiletadlové raketové komplety velmi krátkého dosahu Sadral pro řízené střely Mistral 3. Plavidla zároveň získala zcela novou schopnost protiponorkového boje. Byly vybaveny trupovým sonarem Thales Kingklip Mk.2 a protiponorkovými zbraněmi. Jako první prošla modernizací fregata Courbet. Zpět ji námořnictvo převzalo 13. září 2021. Dne 4. října 2021 začala modernizace fregaty La Fayette, naplánovaná do léta 2022. Modernizační program byl zakončen předáním třetí fregaty Aconit v únoru 2024.

## Operační služba
V lednu 2016 převzala velení fregaty Guéprate (F 714) fregatní kapitánka Claire Pothierová, která se tak stala historicky první ženou velící válečné lodi francouzského námořnictva.
V letech 2021–2024 byla dokončena modernizace fregat La Fayette, Courbet a Aconit, která jim dala schopnost protiponorkového boje. Roku 2024 bylo oznámeno, že nemodernizované fregaty Surcouf a Guepratte budou, kvůli zpoždění v programu BATISMAR, využívány jako oceánské hlídkové lodě.